# Чиндат (Чиндатский сельсовет)
Чинда́т — село в Тюхтетском районе Красноярского края России. Административный центр Чиндатского сельсовета.

## География
Село находится на левом берегу реки одноимённой реки (приток реки Чулым), на расстоянии примерно 92 км к северу от села Тюхтет, административного центра района. Абсолютная высота — 153 м над уровнем моря.

## Население
| 2010 |
| ---- |
| 135  |

Гендерный состав
По данным Всероссийской переписи населения 2010 года, в 2010 году в деревне проживало 135 человек (72 мужчины и 63 женщины).

## Улицы
- ул. Буркова,
- ул. Советская,
- пер. Таёжный,
- ул. Центральная,
- ул. Школьная[4].